# Âge de consentement aux États-Unis

Âge de la majorité sexuelle aux États-Unis
16
17
18
Absence de données / autre.

Les États-Unis d'Amérique sont une fédération de plusieurs États réunis en république. L'âge de consentement est établi par chaque État indépendamment des autres. Bien qu’il existe plusieurs lois fédérales régissant la protection sexuelle des enfants, aucune d’entre elles n'établit un âge minimum pour engager des rapports sexuels. La sodomie aussi bien hétérosexuelle qu'homosexuelle a été légalisée le 26 juin 2003 sur le territoire des États-Unis ainsi que sur tous ceux en dépendant, en vertu d'un jugement de la Cour suprême appelé « affaire Lawrence contre le Texas »,. Dans l'affaire Limon contre le Kansas (2005), la Cour suprême du Kansas s'est servie du précédent induit par le jugement Lawrence pour contourner la loi de l'État, dite Romeo and Juliet, qui proscrit des peines moins importantes pour les personnes hétérosexuelles que pour celles qui sont homosexuelles lorsqu'elles sont condamnées pour un délit sexuel similaire à un âge de consentement similaire. Une proposition est en cours pour uniformiser l'âge de la majorité sexuelle à 18 ans sur le plan national. Elle prévoit que si l'âge de la majorité sexuelle d'un État est inférieur à la limite fédérale, le budget alloué par l'éducation fédérale chaque année serait diminué de 10 %. Le Congrès n'a cependant pas entériné cette proposition ni aucune autre visant à changer le statu quo. L'idée répandue parmi les Américains d'un âge de consentement fixé à 18 ans est fausse, car, en fait, cet âge est inférieur à 18 ans dans la plupart des États.

## Lois fédérales
L'article de loi 18 U.S.C. 2422(b) du chapitre 117 du code de la famille US interdit l'utilisation du Service postal des États-Unis ou de tout moyen de communication entre États ou avec l'étranger, tel que le téléphone cellulaire ou l'Internet pour persuader ou entraîner par la ruse un mineur (défini comme une personne âgée de moins de 18 ans plus loin dans le chapitre) à participer à un acte sexuel criminel. Il suffit que l'acte soit illégal dans l'État ou au regard de la loi fédérale pour être qualifié de « criminel » aux termes de l'alinéa 2422(b), même dans le cas où les deux parties résident dans le même État, mais utilisent une messagerie instantanée dont les serveurs sont situés dans un autre État.
Toujours au chapitre 117 du code de la famille, l'article 18 U.S.C. 2423(a) interdit de déplacer un mineur (défini comme une personne âgée de moins de 18 ans) entre États ou à l'étranger dans le but de le mêler à des actes criminels sexuels à caractère commercial pour lesquels des personnes peuvent être inculpées. Le texte de cet article est ambigu dans sa formulation car paraissant s'appliquer uniquement lorsque le mineur voyage dans l'État ou à l'étranger à destination d'un pays ou État où une telle conduite est déjà réprimée. Le département de la Justice des États-Unis semble d'accord avec cette interprétation.
L'article 18 U.S.C. 2423(b) au chapitre 117 de ce même code complète le dispositif ci-dessus. Il interdit le voyage entre États ou à l'étranger d'un mineur dans le but de le mêler à des « actes sexuels illicites » impliquant un mineur. L'article 2423(f) du chapitre 109A définit les « actes sexuels illicites » comme étant tous les actes sexuels qui ne sont pas à caractère commercial. En ce qui concerne l'âge de la majorité sexuelle, le seul article applicable est le 2243(a) concernant le cas d'un jeune mineur de 16 ans, mais ayant atteint celui de 12 et d'une personne plus âgée que lui de 4 ans (les personnes de moins de 12 ans sont concernées par l'article 2241(c) qui traite des abus sexuels aggravés). Il en découle que l'âge de consentement est de 12 ans si l'un des partenaires est au plus de 4 ans l'aîné de celui qui a un âge de 12 à 15 ans. L'âge de la majorité sexuelle est de 16 ans dans tous les autres cas. Cette législation reflète le souci du Congrès de ne pas trop interférer avec la législation concernant l'âge de consentement propre à chaque État, ce qui aurait été le cas en fixant cet âge à 18 ans pour tous les délits. Cette loi s'applique également à tous les ressortissants et résidents américains en voyage à l'étranger.
Bien que la législation tende à refléter la position générale de la société à l'égard de l'âge de la majorité sexuelle, Richard Posner dans son Guide des Lois Américaines concernant le Sexe (Guide to America's Sex Laws) :
« La Cour suprême des États-Unis a statué en disant que des lois plus strictes pour les hommes vis-à-vis des femmes n'enfreignent pas la clause d'une protection égale de la Constitution, en se basant sur ce qu'en théorie les hommes évitent le risque de grossesse que courent les femmes lorsqu'elles se livrent à une activité sexuelle, et que la loi doit ainsi fournir une mesure dissuasive envers les hommes sous forme de sanctions criminelles. »,.

## Lois propres à chaque État
Chaque État des États-Unis possède sa propre législation concernant l'âge de la majorité sexuelle. Actuellement les lois des différents États ont fixé l'âge de consentement à 16, 17, ou 18 ans. L'âge le plus courant étant de 16 ans dans plus de la moitié des États. Cependant, la plupart des États les plus peuplés ont fixé un âge plus élevé (Californie : 18 ; Texas : 17 ; New-York : 17 ; Floride : 18 ; Illinois : 17). Le tableau ci-dessous donne l'âge de la majorité sexuelle pour les différents États qui composent les États-Unis, tel qu'il est établi par leur législation en vigueur au 1er avril 2009 :
| Âge de consentement fixé à 16 ans | Âge de consentement fixé à 17 ans                                  | Âge de consentement fixé à 18 ans                                                                                     |
| --- | ------------------------------------------------------------------ | --- |
| Alabama, Alaska, Arkansas, Connecticut, District of Columbia, Géorgie, Hawaï, Indiana, Iowa, Kansas, Kentucky, Maine, Maryland, Massachusetts, Michigan, Minnesota, Mississippi, Montana, Nevada, New Hampshire, New Jersey, Nouveau-Mexique, Caroline du Nord, Ohio, Oklahoma, Pennsylvanie, Rhode Island, Caroline du Sud, Dakota du Sud, Vermont, Washington, Virginie Occidental | Colorado, Illinois, Louisiane, Missouri, Nebraska, New York, Texas | Arizona, Californie, Delaware, Floride, Idaho, Dakota du Nord, Oregon, Tennessee, Utah, Virginie, Wisconsin, Wyoming. |

La législation sera discutée en détail ci-dessous.

### Alabama
L'âge de la majorité sexuelle est de 16 ans en Alabama ainsi que précisé dans le Code de l'État d'Alabama :
Art. 13A-6-70
« (c) Une personne est réputée incapable de consentement si elle est : (1) Mineure de 16 ans... »
Art. 13A-6-62
« (a) Une personne commet un crime d'abus sexuel au second degré si : ...

Lui, âgé de 19 ans ou plus, soumet une autre personne à un contact sexuel alors qu'elle est mineure de 16 ans, mais majeure de 12. ».
« Une personne commet le crime de viol au second degré si : ...

Âgé de 16 ans ou plus, il ou elle a des rapports sexuels avec une personne du sexe opposé âgé de moins de 16 ans et de plus de 12 ; excepté, cependant, lorsque l'une des parties est au minimum de deux ans plus âgé que la personne du sexe opposé. ».
(Art. 13A-6-67
« (a) Une personne commet le crime de sodomie au second degré si : ...

(1) Âgé de 16 ans ou plus, il est mêlé à une déviation sexuelle avec une autre personne 'de moins de 16 ans et de plus de 12. »

### Alaska
L'Âge de la majorité sexuelle est de 16 ans avec une exception lorsque le partenaire le plus âgé n'a pas autorité sur l'autre partie.
Droit dans l'Alaska - Titre 11. Loi Criminelle - Chapitre 41. Délits contre PersonneOffenses - Abus Sexuel d'un Mineur
- Paragraphe 436 Premier degré (Crime non classifié) ;
- Paragraphe 436 Second degré (Crime de classe B) ;
- Paragraphe 438 Troisième degré (Crime de classe C) ;
- Paragraphe 440 : Quatrième degré (Délit de classe A).

Art. AS 11;41;436 - Abus Sexuel d'un Mineur au Second degré :
(a) Un délinquant commet le crime d'abus sexuel de mineur au second degré si (1) âgé de 16 ans ou plus, le délinquant a un rapport sexuel avec une personne âgée de 13, 14 ou 15 ans et de trois ans au moins plus jeune, que le délinquant, ou ses aides, persuadent, facilitent ou encouragent une personne de 13,14 ou 15 ans et d'au moins trois ans plus jeune que le délinquant à avoir des rapports sexuels avec une autre personne...
Il y a Abus Sexuel sur Mineur dans les cas suivants... :
- Le plus jeune des deux protagonistes a moins de 13 ans et le plus âgé moins de 16 (différence d'âge supérieure à trois ans entre eux)
  - relations sexuelles = 4e degré et Pénétration sexuelle = 3e degré
- Le plus jeune protagoniste a moins de 13 ans et le plus âgé plus de 16
  - Pornographie = 2e degré (le plus jeune à moins de 16 ans alors que le plus âgé a plus de 16 ans)
  - relations sexuelles = 2e degré (pour le/la plus âgé des deux seulement ou s'il/elle a aidé une tierce personne)
  - Pénétration sexuelle = 1er degré (pour le plus âgé seulement ou s'il/elle a aidé une tierce personne) ;
- Le plus jeune mineur est âgé de 13,14 ou 15 ans et la personne la plus âgée a plus de 16 ans (différence d'âge supérieure à trois ans entre eux) :
  - relations sexuelles = 3e degré
  - Pénétration sexuelle = 2e degré pour la personne la plus âgée seulement ou s'il/elle a aidé une tierce personne)
  - Pornographie = 2e degré (si la plus jeune des parties est âgée de moins de16 ans et l'autre de plus de 16)
- Mineur de 16 ans cohabitant avec un/une partenaire âgé(e) de plus de 18 (majorité civile), cette dernière étant nanti(e) d'une autorité (ou étant en position d'autorité) sur l'autre :
  - relations sexuelles = 2e degré ou 1er degré en cas de pénétration.
- Mineur de 18 ans et un parent ou personne qui en a la charge et âgée de plus de 18 ans :
- relations sexuelles = 2e degré. Premier degré si pénétration sexuelle

Outrage à la pudeur :
- - simple devant un(e) mineur(e) de 16 ans = Outrage à la pudeur au second degré (Délit de classe A)
  - simple devant une personne âgée de 16 ans révolus = Outrage à la pudeur au Second degré (Délit de classe B)
  - avec masturbation devant un(e) mineur(e) de 16 ans = Outrage à la pudeur au Premier degré (Crime de classe C),

### Arizona
L'âge de la majorité sexuelle est de 18 ans en Arizona. Cependant, on ne peut pas poursuivre en justice l'accusé s'il est l'époux de la victime ou si son âge est proche de celui de la victime , .
13-1407 (en) Articles constituant des arguments de défense :
- B. Les paragraphes 13-1404 et 13-1405 constituent un argument de défense à l'encontre d'une poursuite s'il est établi que le défaut de consentement est basé sur le fait que la victime avait quinze, seize ou dix-sept ans et que l'accusé ignorait ou ne pouvait raisonnablement pas connaître l'âge de la victime.
- D. s'il est établi que la personne était le conjoint (légalement marié ET cohabitant[17]) de la partie adverse à l'époque des faits.
- F. Le paragraphe 13-1405 constitue un argument de défense à l'encontre d'une poursuite si la victime étant âgée de quinze, seize ou dix-sept ans, l'accusé est mineur de dix-neuf ans ou élève du secondaire, qu'il est au plus de vingt-quatre mois l'aîné de la victime et que leur conduite était consensuelle.

### Arkansas
L'âge de la majorité sexuelle est de 16 ans en Arkansas avec quelques exceptions pour des protagonistes dont les âges sont très proches.
L'âge de consentement est au minimum de 16 ans pour un mineur civil (moins de 18 ans) lorsque le partenaire est un adulte de plus de 20 ans. Le plus jeune des deux ne doit pas avoir moins de 14 ans, ou, si cela est le cas, il est prévu une exception si le plus jeune partenaire est âgé de plus de 12 ans, que les deux partenaires ont moins de 4 ans d'écart et pas plus de 3 si l'un est âgé de moins de douze ans. Un rapport sexuel d'un majeur avec un mineur de 14 ans est assimilé à un viol.
Code pénal de l'Arkansas - Titre 5. Délits Criminels - Chapitre 14. Délits Sexuels. Paragraphes 5-14-
103, 
124, 
125,
126, 
127 
5-14-127. Une personne commet un attentat à la pudeur du quatrième de gré si :
(a)
- (1)Âgée de vingt (20) ans ou plus, la personne a des rapports sexuels ou une déviation sexuelle[18] avec une autre personne qui :
  - (A) est âgée de moins de seize (16) ans et (B) n'est pas le conjoint de la personne ; ou
- (2) La personne a des relations sexuelles avec une autre personne qui :
  - (A) est âgée de moins de seize (16) ans et (B) n'est pas le conjoint de la personne.

(b)
- (1) Un attentat à la pudeur du quatrième degré au titre de l'alinéa (a)(1) de ce paragraphe est un crime de classe D
- (2) Un attentat à la pudeur du quatrième degré au titre de l'alinéa(a)(2) de ce paragraphe est un délit de classe A si la personne a des relations sexuelles avec une autre personne comme décrit à l'alinéa (a)(2) du présent paragraphe.

### Californie
L'âge de la majorité sexuelle est de 18 ans en Californie. Il s'agit d'un délit si la différence d'âge entre les deux partenaires est au plus de 3 ans. Les peines encourues croissent si le plus jeune a moins de 16 ans et le plus âgé en a plus de 21 ou si la différence d'âge entre les deux parties est supérieure à trois ans
Textes de Loi :
- Code Pénal Californien - 1re Partie. À propos des crimes et de leurs sanctions -
  - Titre 9. À propos des crimes contre personnes impliquant un attentat à la pudeur, un comportement indécent en public et une atteinte aux bonnes mœurs
    - Chapitre 1. Viol, rapt, abus sexuel d'enfant et séduction. - Paragraphe 261.5.
      - (a) « Un rapport sexuel illégal est un rapport sexuel avec une personne qui n'est pas le conjoint de l'auteur de l'acte, si la personne est mineure. Pour la compréhension de ce paragraphe, un/une mineur(e) est une personne âgée de moins de 18 ans et un adulte si elle est âgée de 18 ans ou plus[19]. »
      - (b) « Toute personne qui est mêlée à rapport sexuel illégal avec un/une mineur(e) qui n'est pas âgé(e) de plus de trois ans ou de moins de trois ans par rapport à l'âge de l'auteur de l'acte, est coupable d'un délit[20]. ».
      - (c) « Toute personne qui est mêlée à un rapport sexuel illégal avec un/une mineur(e) qui est de plus de trois ans la puînée de l'auteur de l'acte est coupable de délit ou de crime et sera incarcéré pour une durée d'au maximum un an dans une prison du comté ou dans la prison de l'État[21]. ».
      - (d) « Toute personne âgée de 21 ans ou plus qui est mêlée à un rapport sexuel illégal avec un/une mineur(e) de 16 ans est coupable d'un délit ou d'un crime et sera incarcérée dans une prison du comté pour une durée maximum d'un an ou incarcérée dans une prison de l'État pour une durée de deux, trois, ou quatre ans[22]. »

### Caroline du Nord
L'âge de la majorité sexuelle en Caroline du Nord est de 16 ans bien qu'aucun membre d'une grande école ne puisse avoir d'activité à caractère sexuel avec un/une étudiante sauf s'ils sont mariés l'un avec l'autre (§14‑27.7). Tout rapport sexuel est interdit à moins que le/la prévenu(e) soit moins de quatre ans l'aîné de la victime sauf s'il/elle est marié(e) avec la personne (§§14‑27.2, 14‑27.4 & 14‑27.7A).
§ 14-27.7A - Viol de par la loi ou délit sexuel sur personne de 13, 14 ou 15 ans.
(a) « Un prévenu est coupable d'un crime de Classe B1 si le prévenu a pratiqué une pénétration vaginale ou un acte sexuel avec une autre personne âgée de 13, 14 ou 15 ans et que le prévenu est au moins de six ans l'aîné de la personne, sauf lorsque le prévenu est légalement marié avec la personne. »
(b) « Un prévenu est coupable d'un crime de Classe C si le prévenu a pratiqué une pénétration vaginale ou un acte sexuel avec une autre personne âgée de 13, 14 ou 15 ans et que le prévenu est de plus de quatre ans, mais de moins de six ans l'aîné de la personne, sauf lorsque le prévenu est légalement marié avec la personne. »
Lire aussi
(en) Statuts juridiques généraux de Caroline du Nord - Chapitre 14

### Caroline du Sud
L'âge de la majorité sexuelle est de 16 ans en Caroline du Sud.
SECTION 16-3-651 - Comportement sexuel criminel : définitions...

(h) « « coups et blessures sexuels » signifie pénétration vaginale, cunnilingus, fellation, sodomie ou toute intrusion, même discrète, d'une partie quelconque du corps d'une personne ou d'un objet quelconque dans l'orifice génital ou anal du corps d'une autre personne sauf si une telle intrusion est accomplie pour un traitement médical reconnu ou dans un but de diagnostic. »
SECTION 16-3-655 - Comportement sexuel criminel avec un mineur ; circonstances aggravantes et atténuantes ; sanctions ; délits répétés.

(B) « Une personne est coupable de comportement sexuel criminel du second degré avec un mineur si : ...

(2) l'auteur [du fait] est mêlé à des coups et blessures sexuels avec une victime qui a au moins quatorze ans, mais moins de seize et [si] l'auteur [du fait] fait usage de son autorité familiale, de tuteur ou règlementaire pour contraindre la victime à se soumettre ou est plus âgé que la victime. Cependant, une personne ne peut pas être accusée au titre de ces articles si elle est âgée de dix-huit ans ou moins lorsqu'elle accepte un comportement sexuel illicite, mais consensuel avec une autre personne qui est âgée d'au moins quatorze ans. De plus, une erreur sur l'âge peut être invoquée pour la défense. »
SECTION 16-15-140 - Commettre ou avoir l'intention de commettre un acte obscène sur un enfant de moins de seize ans.

« Il est illégal pour une personne de plus de quatorze ans de commettre volontairement et de manière obscène ou de tenter de commettre un acte obscène ou lascif sur ou avec le corps, ou une de ses parties, d'un enfant mineur de seize ans, avec l'intention d'exciter, de séduire ou de satisfaire le désir, la passion ou les envies sexuelles de la personne ou de l'enfant. »

### Colorado
L'âge de consentement est de 17 ans au Colorado où il existe, toutefois, une clause d'exception pour des personnes dont l'âge est très proche et autorise des jeunes de 15-16 ans à avoir des rapports sexuels avec d'autres personnes dont la différence d'âge avec les précédentes est de moins de dix ans ou moins de quatre ans si ces personnes sont âgées de moins de 15 ans. Cependant, une personne de moins de 17 ans ne peut légalement donner son consentement à une autre personne dont elle dépend d'une façon ou d'une autre.
(en) Site Internet des Récents Statuts Juridiques du Colorado :
- 18-3-402 (1) « Toute personne qui impose sciemment une intrusion sexuelle ou une pénétration sexuelle sur une victime commet un attentat à la pudeur si :

(d) Au moment où l'acte a été commis, la victime est mineure de quinze ans et l'auteur [de l'acte] est d'au moins quatre ans l'aîné de la victime et n'est pas son conjoint ; ou

(e) Au moment où l'acte a été commis, la victime est au moins âgée de quinze ans, mais de moins de dix-sept ans et l'auteur [de l'acte] est l'aîné de dix ans au plus et n'est pas le conjoint de la victime » ;

### Connecticut
L'âge de la majorité sexuelle est de 16 ans au Connecticut.
L'âge de la victime compris entre 13 et 16 ans, constitue une décharge à l'encontre de l'accusé lorsque la différence entre leurs âges respectifs est inférieure à trois ans.

Il existe, pour la plupart des délits, une classification en crime aggravé et délit simple si la victime est mineure de 16 ans.
Statuts Juridiques du Connecticut - Titre 53a. Code Pénal - Chapitre 952. Délits. Paragraphes 53a-70 à 53a-73a.
- Paragraphe 53a-71. Attentat à la pudeur au second degré : Crime de classe C ou B.
  - (a) « Une personne est coupable d'attentat à la pudeur du second degré lorsque cette personne a des rapports sexuels avec une autre personne et : (1) Cette autre personne est âgée de treize ans ou plus, mais de moins de seize ans et l'auteur [de l'acte] est de plus de trois ans l'aîné de cette personne[30] » ;
- Paragraphe 53a-71. Attentat à la pudeur au quatrième degré : Classe C ou Crime B  :
  - (a) « Une personne est coupable d'attentat à la pudeur au quatrième degré lorsque :

...(6) une telle personne est une employée d'école et oblige une autre personne à des relations sexuelles laquelle est une étudiante inscrite à une école dans laquelle travaille l'auteur [de l'acte] ou une école sous la juridiction de l'éducation locale ou régionale qui emploie l'auteur [de l'acte] ; ou

(7) une telle personne est un entraîneur sportif ou une personne nantie d'une autorité et soumet une autre personne à des relations sexuelles alors qu'elle est l'exécutante de l'entraîneur ou reçoit des ordres de l'auteur [de l'acte] et (A) est un élève du secondaire et reçoit et reçoit de tels ordres dans le cadre de l'école secondaire, ou (B) a moins de dix-huit ans ; ou

(8) une telle personne oblige une autre personne à avoir des relations sexuelles et (A) que l'auteur [de l'acte] est âgé de vingt ans ou plus et qu'il est en position de force, d'autorité ou de supériorité sur une telle personne de par la profession de l'acteur [de l'acte], la loi, son travail ou son statut et de toute participation d'une autre personne à un programme ou activité, et (B) toute personne mineure de 18 ans. »

### Dakota du Nord
L'âge de consentement est de 18 ans au Dakota du Nord.
Art. 12.1-20-03 - Imposition sexelle flagrante - sanction pénale
1. « Une personne qui a des rapports sexuels avec quelqu'un d'autre, ou qui entraîne quelqu'un d'autre à commettre des actes sexuels, est coupable d'un délit si...

d. la victime est mineure de quinze ans. »
L'Article 12.1-20-05 du code se rapporte aux actes sexuels entre adultes et adolescents âgés de 15,16 et 17 ans :
§ 12.1-20.05 - Corruption ou sollicitation de mineur.
- « Un adulte mêlé a, sollicite dans le but de, ou engage quelqu'un d'autre à avoir des rapports sexuels avec un mineur, est coupable d'un délit de Classe A si le mineur est âgé de quinze ans ou plus[35]. »
- « Un adulte qui sollicite avec l'intention de pratiquer un acte à caractère sexuel avec un mineur de quinze ans ou est mêlé à ou entraîne quelqu'un d'autre à pratiquer un acte sexuel alors que l'adulte est âgé de vingt-deux ans et la victime est une personne mineure âgée de quinze ans ou plus, est coupable d'un crime de classe C[36]. »

### Dakota du Sud
L'âge de la majorité sexuelle est de 16 ans au Dakota du Sud.
Art. 22-22-1- Définition du viol - Degrés - Crimes.

« Le viol est un acte de pénétration sexuelle accompli avec une personne quelconque dans les circonstances suivantes : ...

(5) si la victime est âgée de treize ans, mais de moins de seize et que l'auteur est au moins de trois ans l'aîné de la victime. »
Art. 22-22-7 - Actions à caractère sexuel sur enfant de moins de seize ans - Crimes ou délits.

« Toute personne qui, en connaissance de cause, pratique des actions à caractère sexuel sur une autre personne, autre que son/sa conjoint(e), si l'autre personne est mineure de seize ans, est coupable d'un crime de Classe 3. Si l'auteur [du fait] est de moins de trois ans l'aînée de l'autre personne, l'auteur [du fait] est coupable d'un délit de classe 1. Si l'auteur [du fait] a été antérieurement condamné pour un crime en violation de cet article, tout crime suivant condamné pour une violation de cet article, est un crime de Classe 2. Nonobstant le § 23A-42-2, une poursuite portée au titre de cet article peut débuter à tout moment avant que la victime n'atteigne ses vingt cinq ans ou dans les sept ans de la commission rogatoire, [selon] celui [des deux] qui est le [temps] plus long. »
Art. 22-22-7.3 - Actions à caractère sexuel sur enfant de moins de seize ans - Infraction en tant que délit.

« Toute personne, mineure de seize ans, qui, en connaissance de cause, se livre à des actions à caractère sexuel avec une autre personne, autre que son conjoint, si une telle personne est mineure de seize ans, est coupable d'un délit de classe 1.. »

### Delaware
L'âge de la majorité sexuelle est de 18 ans dans l'État du Delaware, mais il est parfaitement légal pour les jeunes adolescents de 16 et 17 ans d'avoir des rapports sexuels dans la mesure où le partenaire a moins de 30 ans.
Titre 11 § 761. Définitions généralement applicables aux délits sexuels

(j) « Un enfant n'ayant pas fêté son seizième anniversaire est réputé inapte à consentir à un rapport sexuel avec une personne de plus de 4 ans son aîné. Les enfants n'ayant pas encore fêté leur douzième anniversaire sont réputés inaptes à consentir à un rapport sexuel quelles que soient les circonstances, . »
§ 770. Viol au quatrième degré ; crime de classe C.

(a) « Une personne est coupable de viol au quatrième degré lorsque la personne : ...

2) a intentionnellement des rapports sexuels avec une autre personne, et que la victime n'a pas encore atteint son dix-huitième anniversaire et que la personne est âgée de 30 ans ou plus, excepté dans le cas où la victime et la personne sont mariées au moment des rapports, auquel cas ces derniers ne sont pas illégaux. »

### District de Columbia
L'âge de consentement est de 16 ans dans le District de Columbia avec une clause d'exception pour les personnes dont la différence d'âge n'excède pas quatre ans.

### État de New York
L'âge de la majorité sexuelle est de 17 ans dans l'État de New York.
« Le délit sera plus [ou moins] important en fonction de l'âge relatif [des protagonistes], ainsi :

- Une relation sexuelle avec une personne mineure de 17 ans est un délit si l'exécutant est âgé d'au moins 16 ans (voir plus bas). (« Sexual misconduct », NY Penal Law § 130.20)
- Une relation sexuelle avec une personne mineure de 17 ans est un crime de Classe « E » si l'exécutant est âgé d'au moins 21 ans. (« Rape in the third degree » NY Penal Law § 130.25 ; « Criminal sexual act in the third degree », NY Penal Law § 130.40.)
- Une relation sexuelle avec une personne mineure de 15 ans est un crime de Classe « D » aggravé si l'exécutant est âgé d'au moins 18 ans. Toutefois, il est un moyen de se défendre de cette accusation si l'exécutant âgé de 18 ans prouve de façon irréfutable que la différence d'âge entre la victime et lui était inférieure à quatre ans. Ce n'est pas un moyen de défense vis-à-vis d'un quelconque autre chef d'accusation qui pourrait être requis, tel que, Sexual misconduct, ci-dessus (« Rape in the second degree », NY Penal Law § 130.30 ; « Criminal sexual act in the second degree » NY Penal Law § 130.45.)
- Une relation sexuelle avec une personne mineure de 13 ans est un crime de Classe « B » aggravé si l'exécutant est âgé d'au moins 18 ans. (« Rape in the first degree », NY Penal Law § 130.35[4] ; « Criminal sexual act in the first degree », NY Penal Law § 130.50[4].)
- Une relation sexuelle avec une personne mineure de 11 ans est un crime de Classe « B » aggravé si l'exécutant est âgé d'au moins 16 ans (« Rape in the first degree », NY Penal Law § 130.35[3] ; « Criminal sexual act in the first degree », NY Penal Law § 130.50[3].)[44]. »

Le terme de Relation sexuelle ainsi qu'utilisé ci-dessus se rapporte aux quatre types d'actes sexuels manifestes comprenant, outre la pénétration vaginale, les trois autres formes d'actes reconnus comme étant des « déviations sexuelles » aux termes de l'ancienne loi (avant 2003) actuellement dénommés « oral sexual conduct » (pour désigner les deux types oraux : fellation et cunilingus) et « anal sexual conduct » (sodomie)
La relation sexuelle sans pénétration, également désignée sous le terme de « contact sexuel », est définie comme « tout attouchement sexuel ou de toute autre partie intime d'une personne qui n'est pas mariée à l'exécutant, dans le but de satisfaire le désir sexuel de l'une ou l'autre des parties ». Cette définition inclus les relations sexuelles perpétrés sur la victime par le protagoniste aussi bien que ceux pratiqués par le protagoniste sur la victime, aussi bien directement qu'à travers les vêtements. Les relations sexuelles sans pénétration sont également réprimées en fonction de l'âge (NY Penal Law § 130.00[3]). Si la personne n'a pas atteint l'âge de la majorité sexuelle, un tel « contact sexuel » constitue un « abus sexuel » :
- Le Contact sexuel avec une personne mineure de 17 ans, mais âgée d'au moins 14 par une autre personne âgée d'au moins cinq ans de plus que la victime est « un abus sexuel du troisième degré » (un délit de classe « B » au regard de l'article § 130.55 de la NY Penal Law).
- Le Contact sexuel avec une personne mineure de 14 ans est « un abus sexuel du second degré » si l'auteur est âgé d'au moins 16 ans (un délit de classe « A » au regard de l'article § 130.60[2] de la NY Penal Law).
- Le Contact sexuel avec une personne mineure de 11 ans est « un abus sexuel du premier degré » si l'auteur est âgé d'au moins 16 ans (un crime aggravé de classe « D » au regard de l'article § 130.65[3] de la NY Penal Law).

Justifications possibles
Le fait que l'auteur pensait que la victime était plus âgée que prouvé par la suite n'est pas une justification (NY Penal Law § 15.20[3]).
Le mariage, légalement reconnu, est une justification (NY Penal Law § 130.10[4].)
Le SEUL âge minimum requis à l'encontre de l'« exécutant » lors
- d'un viol ou d'un crime sexuel sur une mineure de 11 ans (NY Penal Law §§ 130.35[3] & 130.35[3]),
- d'un abus sexuel des premier et second degrés (NY Penal Law §§ 130.65[3] & 130.60[2]) et de
- d'un comportement sexuel délictueux (NY Penal Law § 130.20),

est précisé par l'article 30.00(1) du NY Penal Law concernant la Sauvegarde de l'Enfance. Cet âge est de 16 ans. Certaines personnes dont l'âge est inférieur à ce minimum peuvent être jugées en tant que jeunes délinquants, mais ne commettent habituellement pas ces crimes. D'un autre côté, une personne âgée de 16 ans commet un crime en ayant volontairement une relation sexuelle avec une autre personne qui ne peut légalement y consentir par elle-même, y compris un/une autre jeune de 16 ans, même si cette « victime » est réellement plus âgée (People v. Bowman,  88 Misc. 2d 50 ; 387 N.Y.S.2d 982 [City Crim. Ct. 1976] ; Matter of Jessie C.,  164 A.D.2d 731 ; 565 N.Y.S.2d 941 [4 Dept., 1991].). En conséquence, des crimes réciproques sont commis lorsque deux personnes de 16 ans, non mariées, partagent une relation sexuelle dans l'État de New York. Chacun est alors la « victime » de l'autre.
Autres crimes
Selon l'interprétation qu'on donne à la loi, un « attentat à la pudeur à caractère prédateur sur un enfant », crime de classe A-II, peut juridiquement être considéré comme un viol ou un crime sexuel au premier degré dans lequel la victime est mineure de 13 ans (NY Penal Law §§ 130.35[4], 130.35[4]) et le prévenu majeur de 18 (NY Penal Law § 130.96.).
Il existe d'autres délits particuliers, nommés « Conduites à caractère sexuel du premier degré envers un enfant » et « Conduites à caractère sexuel du second degré envers un enfant », qui répriment les relations sexuelles avec une personne n'ayant pas atteint l'âge de la majorité sexuelle associées à un acte sexuel illégal pendant une longue période. Ces faits n'exposent pas la personne a des sanctions plus importantes que celles citées ci-dessus, mais fournissent un « truc » aux procureurs afin d'éviter la condition nécessaire à un acte sexuel particulier pour qu'il devienne une inculpation pour viol (Voir, Population contre Beauchamp,  74 N.Y.2d 639 ; 539 N.E.2d 1105 [1989].
Lire aussi
(en) Article 130 du Code Pénal de l'État de New York - Délits à caractère sexuels ; définition des termes.
N.B. - Le terme de crime aggravé est défini par le paragraphe 70.02 du Code Pénal de l'État de New York. Le terme de « violence » est inapproprié.

### État de Washington
L'âge de consentement est de 16 ans dans l'État de Washington.
Il est contraire à la loi de pratiquer des actes sexuels avec un/une mineur(e) de 18 ans dans trois circonstances énumérées sur RCW 9A.44.096 (en anglais) : parents avec leur enfant adoptif, enseignants et employés de l'administration scolaire avec leurs élèves. Ces trois circonstances impliquent toutes les situations suivantes survenant deux par deux : la personne la plus âgée est plus vieille de 60 mois ou plus que celle de 16 ou 17 ans, la personne entretient des relations importantes ainsi que définies sur defined (en anglais), et cette personne plus âgée abuse de la situation pour pratiquer des actes sexuels.
Il existe également trois clauses d'exception lorsque les protagonistes sont d'un âge proche.
- RCW 9A.44.079 - « Une personne est coupable de viol sur enfant au troisième degré lorsque la personne a un rapport sexuel avec une autre [personne] âgée d'au moins quatorze ans et de moins de seize et [qui] n'est pas mariée avec l'auteur [de l'acte] et [que] l'auteur [de l'acte] est d'au moins quarante huit mois plus âgé que la victime. Le viol d'un enfant au troisième degré est un crime de Classe C[45]. »
- RCW 9 A.44.076 - « Une personne est coupable de viol sur enfant au second degré degré lorsque la personne a un rapport sexuel avec une autre [personne] âgée d'au moins douze ans et de moins de quatorze et [qui] n'est pas mariée avec l'auteur [de l'acte] et [que] l'auteur [de l'acte] est d'au moins trente six mois plus âgé que la victime. Le viol d'un enfant au second degré est un crime de Classe A[46]. »
- RCW 9A.44.073 - « Une personne est coupable de viol sur enfant au premier degré lorsque la personne a un rapport sexuel avec une autre [personne] âgée de moins douze ans et [qui] n'est pas mariée avec l'auteur [de l'acte] et [que] l'auteur [de l'acte] est d'au moins vingt quatre mois plus âgé que la victime. Le Viol d'un enfant au premier degré est un crime de Classe A[47]. »

Discussion
Certains ont soutenu que les immoral communication with a minor statute (en anglais), lois concernant les relations immorales avec un mineur, existent et fixent l'âge de la majorité sexuelle à 18 ans en raison de l'incapacité de « communiquer » avec des jeunes de 16-17 ans pour tout ce qui touche à la sexualité. Ces propos étaient alarmants par nature, cependant ils sont totalement anecdotiques et peut être même une légende. La 1re division de la Cour d'Appel de Washington, dans le procès « État contre Danforth » (State v. Danforth, 56 Wn. App. 133, 782 P.2d 1091 (1989) (en anglais)), a décidé qu'une telle relation devait exister pour commettre un acte illégal au titre de l'article 68A, Chapitre 9 du Revised Code of Washington (RCW). La condamnation de Danforth était donc caduque du fait de cette jurisprudence. Néanmoins, la Cour Suprême de Washington, statuant sur le procès de « l'État contre McNallie » a cassé la portée de la loi « Danforth » (Bien que le résultat ne soit pas encore connu ; Danforth pourrait bien se voir à nouveau condamné à la lumière de l'affaire « McNallie ») en incorporant toutes les inconduites avec un mineur dans la loi sur la communication et pas seulement celle décrite à l'article 68A Chapitre 9 du RCW qui s'appliquerait plutôt à la pornographie enfantine et à la prostitution. À l'examen de ces cas, il est évident que la communication avec les 16-17 ans, exclusivement pour ce qui touche à la sexualité, est légale dans la mesure où la conduite dont nous avons discuté n'est pas illégale ou aura été légale dans la vie réelle (tel que dans la relation enseignant/élève, parents adoptifs/enfants adoptifs, relation dans le but évident d'abus sur mineur ou demande de photos illégales ou tentatives d'entraîner de jeunes personnes dans la prostitution).

### Floride
L'âge de la majorité sexuelle est de 18 ans en Floride, mais il existe une clause d'exception à la loi pour les personnes dont l'âge est proche. De par la loi, l'exception permet à un adulte mineur de 24 ans d'avoir des rapports sexuels avec un mineur civil de 16 ou 17 ans.
794.05 Relations sexuelles légales avec certains mineurs.--

(1) « Une personne âgée de 24 ans ou plus qui a des rapports sexuels avec une personne de 16 ou 17 ans commet un crime au second degré répréhensible au titre des paragraphes 775.082, 775.083 ou 775.084. Comme précisé dans cet article, relations sexuelles signifie des rapports oraux, anaux ou vaginaux par pénétration ou union avec l'organe sexuel de quelqu'un d'autre ; cependant, relations sexuelles n'inclut pas un acte exécuté pour la bonne cause médicale. »

### Géorgie
L'âge de la majorité sexuelle est de 16 ans en Géorgie ainsi que spécifié par le (en) article 16.6.3 du (en) Code Criminel de Géorgie. paragraphe (c)
« [Si une personne est] âgée de 14 ans au moins, mais de moins de 16 ans et la personne accusée de viol selon les termes de la loi est âgée de 18 ans ou moins et qu'elle n'est pas âgée de plus de quatre ans que la victime,une telle personne sera coupable de délit. »

### Hawaï
L'âge de la majorité sexuelle est de 16 ans à Hawaï. Il existe toutefois une clause d'exception à la loi qui permet aux enfants âgés de 14-15 ans de donner leur consentement si l'autre partie a une « différence d'âge inférieure à cinq (5) ans » avec la première.

### Idaho
L'âge de consentement est de 18 ans dans l'État d'Idaho.
18-1508A. COUPS ET BLESSURES SEXUELS SUR ENFANT MINEUR ÂGE DE SEIZE OU DIX-SEPT ANS - PENALITES.
- (1) « C'est un crime pour toute personne d'au moins cinq (5) ans l'aînée d'un enfant mineur âgé de seize (16) ou dix-sept (17) ans, qui, dans le but d'exciter, séduire ou satisfaire le désir [charnel], la passion ou l'envie sexuelle d'une telle personne, enfant mineur, ou tierce partie, de :
  - (a) Commettre un/de quelconque(s) acte(s) sur ou avec le corps ou [avec] quelque partie ou membre du corps sus-cité de cet enfant mineur y compris, mais pas exclusivement, les relations de sexe à sexe, les relations oro-génitales[52], les relations sexuelles ano-génitales, les attouchements anaux ou les attouchements génitaux, que ce soit entre personnes du même sexe ou de sexe opposé, ou qui impliquera un tel enfant mineur dans une action à caractère manifestement sexuel ainsi que défini à l'article 18-1507 du Code de l'Idaho[53]... »

La loi de l'État d'Idaho considère également comme un viol le fait pour un adulte d'entretenir un rapport sexuel, quel qu'il soit, avec une fille mineure de 18 ans :
18-6101. DÉFINITION DU VIOL.
« Le viol se définit comme la pénétration, même discrète, qu'elle soit dans l'orifice buccal, anal ou vaginal de l'auteur [du crime] à l'aide de son pénis sur une fille dans l'une (1) des circonstances suivantes :

- 1. Lorsque la fille est mineure de dix-huit (18) ans[54]... »

### Iles Vierges américaines
En paraphrasant le Code des Îles Vierges : V.I.C. § 1700-1709 Virgin Islands Code et les jurisprudences en appel Francis vs. VI  NOTEZ : une erreur sur le fait (comme l'âge de la victime) ne constitue pas un argument atténuant. L'âge de la majorité sexuelle est de 18 ans. Cependant, il y a une clause d'exception pour les personnes de 16 et 17 ans, qui sont autorisées à consentir avec quelqu'un qui n'est pas âgé de plus de cinq ans qu'elles et les personnes de 13 à 15 ans qui peuvent consentir entre elles, mais pas avec quelqu'un plus âgé. Par exemple, une personne de 15 ans ne peut pas consentir à une autre de 16.
Ceci étant posé, le code dispose :
- § 1700. Viol aggravé au premier degré.

(a) « Quiconque commet un acte de pénétration sexuelle ou de sodomie avec une personne qui n'est pas le/la conjoint(e) de l'auteur [de l'acte]
1. Qui est mineur(e) de treize ans, ou...
2. Qui est mineur(e) de seize ans résidant sous le même toit que l'auteur [de l'acte] et que cet auteur fait usage de sa force, d'un moyen d'intimidation, ou de l'autorité que lui confère sa position sur la victime pour accomplir l'acte sexuel[55] ; »

- § 1700a. Viol aggravé au second degré

(a) « Quiconque commet un acte de pénétration sexuelle ou de sodomie avec une personne mineure de dix-huit ans, mais âgée de treize ans ou plus et qui n'est pas le conjoint de l'auteur [de l'acte], ou [que ce dernier] fait usage de sa force, d'un moyen d'intimidation ou de l'autorité que lui confère sa position sur la victime pour accomplir l'acte sexuel, est coupable de viol aggravé au second degré et sera emprisonné sa vie durant ou pour un quelconque nombre d'annuités qui ne pourra pas être inférieur à 10. L'« autorité que lui confère sa position » comprend, mais pas exclusivement, les personnes suivantes : un employeur, un moniteur, un chef scout, un répétiteur, un enseignant, un avocat, un directeur d'école, un chef religieux, un médecin, un/une infirmier(ère), un/une psychologue, un tuteur ad litem, un/une baby-sitter, ou une personne exerçant un métier sensiblement proche, et un officier de police ou un officier stagiaire autre que l'officier exerçant une surveillance sur le mineur dans le cadre d'une peine de prison... »
- § 1702. Viol au second degré

(a) « Toute personne majeure de 18 ans qui commet, dans des circonstances ne relevant pas d'un viol au premier degré, un acte de pénétration sexuelle ou de sodomie sur une personne qui n'est pas le conjoint de l'auteur [de l'acte] et âgée d'au moins 16 ans, mais de moins de 18, alors que l'auteur est âgé de 5 ans ou plus que la victime, est coupable d'un viol au second degré et sera incarcéré [pour une durée] n'excédant pas 10 ans. »
- § 1703. Viol au troisième degré

« Toute personne de moins de 18 ans, mais de plus de 16 qui commet un acte de pénétration sexuelle ou de sodomie sur une personne qui n'est pas le conjoint de l'auteur [de l'acte] et âgée de moins de 16 ans, mais de plus de 13, lors de circonstances ne relevant pas d'un viol au premier degré, est coupable de viol au troisième degré et sera traduit devant la juridiction [relevant] de la Division Familiale de la Cour Supérieure. »
- §1708. Attouchements sexuels illégaux au premier degré

« Une personne qui se livre à des attouchements sexuels sur une personne qui n'est pas le conjoint de l'auteur [de l'acte]...

(1) lorsqu'il est fait usage de la force ou de coercition pour accomplir l'attouchement ;

(2) lorsque l'autre personne est mineure de treize ans ;

(3) lorsque l'autre personne, mineure de seize ans, habite sous le même toit que l'auteur [de l'acte] et que ce dernier fait usage de la force, de moyens d'intimidation ou de l'autorité que lui confère sa position sur la victime pour accomplir l'attouchement sexuel ; »
- § 1709. Attouchements sexuels illégaux au second degré

« Toute personne âgée de plus de 18 ans qui se livre à des attouchements sexuels sur une personne qui n'est pas le conjoint de l'auteur [de l'acte] et âgée de plus de treize ans, mais de moins de seize est coupable d'attouchements sexuels du second degré et sera incarcéré pour une durée maximum de un an. »

### Illinois
L'âge de consentement est de 17 ans en Illinois. Il est également illégal pour toute personne de commettre des actes à caractère sexuel sur une autre personne mineure de 18 ans si la première est nantie d'une quelconque autorité sur la seconde.
(720 ILCS 5/12-15)

Art. 12-15. Crime d'Abus Sexuel.

...(c) « L'accusé commet un crime d'abus sexuel si lui ou elle commet un acte de pénétration ou a une conduite à caractère sexuel avec une victime

âgée d'au moins treize (13) ans, mais mineure de dix-sept (17) et que l'accusé était [au moment des faits] de moins de 5 ans l'aîné de la victime. »
Art. 12-16. Crime Aggravé d'Abus Sexuel.

...(d) « L'accusé commet un crime aggravé d'abus sexuel si lui ou elle commet un acte de pénétration ou a une conduite à caractère sexuel avec une victime

âgée d'au moins treize (13) ans, mais mineure de dix-sept (17) et que l'accusé était [au moment des faits] de plus de 5 ans l'aîné de la victime. »

### Indiana
L'âge de la majorité sexuelle est de 16 ans dans l'État d'Indiana.
IC 35-42-4-9. Inconduite sexuelle avec mineur

Art. 9 - (a) « Toute personne âgée d'au moins dix-huit (18) ans qui, avec un enfant, âgé d'au moins quatorze (14) ans, mais mineur de 16, réalise avec ou le soumet à un rapport sexuel ou à une déviation sexuelle [quelconque] commet un acte de mauvaise conduite sur le mineur, un crime de Classe C. Toutefois, le délit est :

(1) un crime de Classe B s'il est commis par une personne âgée d'au moins vingt-et-un (21) ans... »

### Iowa
L'âge auquel un adolescent accède à la majorité sexuelle est de 16 ans en Iowa avec une clause d'exception pour les jeunes adolescents de 14 et 15 ans qui peuvent avoir des rapports sexuels avec des partenaires de moins de quatre ans leur aîné.
Art. 709.4 - « Une personne commet un abus sexuel du troisième degré lorsque cette personne accomplit un acte sexuel dans l'une des circonstances suivantes...

2(c) L'autre personne est âgée de quatorze ou quinze ans et ce qui suit est exact...

(4) La personne est âgée de quatre ans ou plus que l'autre personne.. »
L'article 709.15 interdit, entre autres, tout contact à caractère sexuel entre une employée d'école et une« ...personne titulaire ou non d'une fonction dans une école élémentaire ou secondaire, publique ou non, ou qui était élève de l'école élémentaire ou secondaire, publique ou non, dans les trente jours [précédant] toute infraction... ». Des lois similaires existent pour ceux qui s'occupent, à des degrés divers, de santé mentale (§709.15) ainsi que pour les officiers ministériels qui sont chargés des délits et des adolescents (§709.16).
Lire aussi
- (en) Revue du Code de l'Iowa.

Lois de l'Iowa concernant le « bannissement »
- (en) ACLU article « Iowa Files First Ever Class-Action Lawsuit Challenging Sex Offender Banishment » (25-06-2003) ;
- (en) Quadcity Times article « Les juristes de l'Iowa ruminent une nouvelle législation concernant les délits à caractère sexuel » (15-02-2003) ;
- (en) More recent Quadtimes article « Procureurs : "Dépôt de règles concernant des délits" » (24-01-2006).

### Kansas
L'âge de la majorité sexuelle est de 16 ans au kansas.
Les articles K.S.A. 21-3503, 21-3504, 21-3505 et 21-3522 interdisent toute action à caractère sexuel sur de mineurs âgés de 14 et 15 ans.
Art. 21-3504 - Familiarité indécente aggravée sur enfant.

(a) « Une familiarité indécente aggravée avec un enfant consiste en :

(1) Un rapport sexuel avec un enfant qui est âgé de 14 ans ou plus, mais de moins de 16. »

### Kentucky
L'âge de la majorité sexuelle est de 16 ans au Kentucky d'après l'article 510.020 (en anglais) des Kentucky Revised Statutes (Jurisprudence Revue du Kentucky) qui estiment une personne incapable de donner son consentement si elle est mineure de 16 ans. Une circonstance atténuante peut être trouvée lorsque la « victime » est âgée d'au moins 14 ans et que la différence d'âge entre les deux partenaires est inférieure à cinq ans ((en) Article 510.130(b)).
De plus, toute personne âgée de plus de 21 ans qui accueille une mineure de 18 ans en placement familial et ayant des rapports sexuels avec elle tombe sous le coup de l'Article 510.120(d) (en anglais).

### Louisiane
L'âge de consentement est de 17 ans en Louisiane.
§80. Relations charnelles criminelles avec les adolescents

A. « Un crime de relation charnelle sur la personne d'adolescents est commis lorsque :

(1) Une personne de dix-neuf ans et plus a des rapports sexuels avec une personne consentante de douze ans ou plus, mais de moins de dix-sept, alors que la victime n'est pas le conjoint du délinquant ; ou.... »
§80.1. Relations charnelles délictueuses avec les adolescents

A. « Le délit de relation charnelle sur la personne d'adolescents est commis lorsqu'une personne de dix-sept ans ou plus, mais de moins de dix-neuf a des rapports sexuels avec une personne consentante de quinze ans ou plus, mais de moins de dix-sept, alors que la victime n'est pas le conjoint du délinquant et lorsque la différence entre l'âge de la victime et celui du la délinquant est de plus de deux ans. »

### Maine
L'âge de la majorité sexuelle est fixé à 16 ans dans l'État du Maine. Les adolescent(e)s peuvent avoir des rapports sexuels avec un partenaire de moins de cinq ans leur aîné.
§254. Abus sexuel sur mineurs.

1. « Une personne est coupable d'abus sexuel sur mineur(e) si :

A. La personne a des rapports sexuels avec une autre personne, qui n'est pas son conjoint et qui est âgée de 14 ou 15 ans alors que le partenaire est au plus âgé de 5 ans de plus que la personne. »

### Maryland
L'âge de consentement est de 16 ans au Maryland. Une mesure d'exception existe lorsqu'un des partenaires n'est pas âgé de moins de quatre ans par rapport à l'autre. Une personne qui a autorité sur l'autre et qui a des rapports sexuels avec un(e) mineur(e) peut être reconnue coupable de délit à caractère sexuel du quatrième degré ainsi que spécifié par le Code du Maryland § 3-308.

### Massachusetts
L'âge de consentement est de 16 ans au Massachusetts comme spécifié au Chapitre 265, paragraphe 23 des Lois Générale applicables au Massachusetts :

« Quiconque a des rapports sexuels contraires à la loi ou des rapports sexuels contre nature, et abuse d'un enfant mineur de seize ans sera... sanctionné... » (MGL 265-23)
Cependant, le paragraphe 4 du Chapitre 272, établit un âge de majorité sexuelle à 18 ans lorsque la « victime » mène « une vie chaste » et que le l'auteur du crime l'a trompé(e) :
« Quiconque trompe une personne mineure de 18 ans et menant « une vie chaste » afin d'avoir [avec elle] des rapports sexuels sera sanctionné. » (MGL 272-4).

### Michigan
L'âge de la majorité sexuelle est de 16 ans au Michigan à moins que l'une des personnes soit sous l'autorité de l'autre auquel cas l'âge de consentement est de 18 ans.
750.520d. Comportement sexuel criminel au troisième degré ; crime

§ 520d.

(1) «  Une personne est coupable d'un comportement sexuel criminel au troisième degré si la personne est coupable de pénétration sexuelle sur une autre personne dans les circonstances suivantes :

(a) Si l'autre personne est âgée d'au moins treize ans et de moins de seize... »

### Minnesota
L'âge de consentement est de 16 ans au Minnesota.
Cet âge est porté à 18 ans si une des parties a autorité sur l'autre. Si la « victime » est mineure de 13 ans, le/la partenaire ne doit pas être son aîné de plus de 36 mois. Cette différence est portée à 48 mois lorsque la « victime » est âgée de 13, 14 ou 15 ans. Les textes précis de ces lois sont consultables sur (en) Articles 609.34 et suivants du Code Criminel du Minnesota ainsi que sur :
- 609.341 (en) Définitions ;
- 609.342 (en) Comportement Criminel à caractère Sexuel du Premier degré ;
- 609.343 (en) Comportement Criminel à caractère Sexuel du Second degré ;
- 609.344 (en) Comportement Criminel à caractère Sexuel du Troisième degré ;
- 609.345 (en) Comportement Criminel à caractère Sexuel du Quatrième degré ;
- 609.3451 (en) Comportement Criminel à caractère Sexuel du Cinquième degré ;
- 609.349 (en) Relations volontaires.

Lire aussi
(en) YouCanStopItNow.org Site d'une association contre les abus sexuels des enfants.

### Mississippi
L'âge de la majorité sexuelle est de 16 ans au Mississippi.
§ 97-3-65. Viol tel que défini par la loi ; peines aggravées pour rapports sexuels forcés ou viol tel que défini par la loi après l'administration de certaines substances :
« (1) Le crime de viol tel que défini par la loi est commis lorsque :

(a) Toute personne âgée de dix-sept (17) ans ou plus a des rapports sexuels avec un enfant qui :

(i) est âgé de quatorze (14) ans au moins, mais mineur de seize (16) ;

(ii) est de trente six mois plus jeune que la personne ; et

(iii) n'est pas le conjoint de la personne. »
§ 97-3-95. Coups et blessures à caractère sexuel.

« Une personne est coupable de coups et blessures à caractère sexuel si elle a des rapports sexuels avec :...

(c) Un enfant âgé d'  au moins quatorze (14) ans et mineur de 16, si cette personne est de trente-six mois (36) ou plus, l'aînée de l'enfant... »

### Missouri
L'âge de la majorité sexuelle est de 17 ans au Missouri.
Une erreur sur l'âge de la « victime » peut-être un moyen de défense dans certaines circonstances comme indiqué dans (en) RSMo 566.020.
Les paragraphes (en) 566.032 et 566.062 du RSMo concernant le viol tel que défini par la loi et la sodomie et impliquant un enfant mineur de 14 ans.
Les paragraphes (en) 566.034 et 566.064 du RSMo concernant le viol tel que défini par la loi et la sodomie, tous deux au second degré, impliquant un enfant mineur de 17 ans et un accusé de 21 ans et plus. Le crime d'attentat à la pudeur sur enfant au second degré, RSMo paragraphe (en) 566.068, survient lorsqu'un enfant mineur de 17 ans est l'objet de « contacts à caractère sexuel ».
Ces distinctions parmi les différents crimes a conduit certains à la conclusion erronée qu'il existait des clauses d'exception liées à l'âge dans la législation du Missouri. L'État n'a jamais introduit dans la loi de telles dispositifs d'exception allant au-delà des degrés dans le crime commis.
Tandis que les titres de la loi sont exprimés en termes de Viol et de Sodomie, les textes interdisent les termes comme « rapport sexuel » et « déviation sexuelle ». Ceux-ci seront définis au paragraphe (en) 566.010 du RSMo.
Viol tel que défini par la loi, second degré, sanction pénale.

Art. 566.034. 1 - « Une personne commet le crime de viol au second degré tel que défini par la loi si étant âgé de vingt-et-un ans ou plus, il a des rapports sexuels avec une autre personne mineure de dix-sept ans. »
Sodomie telle que définie par la loi, second degré, sanction pénale.

Art. 566.064. 1 - « Une personne commet le crime de sodomie au second degré tel que définie par la loi si étant âgé de vingt et un ans ou plus, il est mêlé à une déviation sexuelle avec une autre personne mineure de dix-sept ans. »
Attentat à la pudeur sur enfant, second degré, sanction pénale.

Art. 566.068 - « Une personne commet le crime d'attentat à la pudeur au second degré sur un enfant s'il ou elle entraîne une autre personne âgée de moins de dix-sept ans à un contact à caractère sexuel. »

### Montana
L'âge de consentement est de 16 ans au Montana ((en) )

### Nebraska
L'âge de la majorité sexuelle est de 17 ans au Nebraska.
Art. 28-319 - Attentat à la pudeur, Premier degré, sanction pénale.

(1) « Toute personne qui entraîne une autre personne dans une pénétration sexuelle...

(c) lorsque l'un des partenaires est âgé de dix neuf ans ou plus et que la victime est âgée d'au moins douze ans, mais de moins de seize est coupable d'attentat à la pudeur au premier degré. »
Art. 28-319 - Débauche de mineur ; sanction pénale.
(1) 

### Nevada
L'âge de la majorité sexuelle est de 16 ans au Nevada.
Art. NRS 200.364 - Définitions. Ainsi que précisé aux articles NRS 200.364 à NRS 200.3774 inclus, et sauf indication contraire du contexte requiert :

...3. « « Séduction sexuelle telle que définie par la loi » signifie :

(a) le rapport sexuel ordinaire [comprenez à l'aide des organes génitaux], le rapport anal (sodomie), le cunnilingus ou la fellation commis par une personne majeure de 18 ans sur une personne mineure de 16 ; ou

(b) toute autre pénétration commise par une personne âgée de plus de 18 ans sur une personne mineure de 16 ans avec l'intention de l'exciter [sexuellement], de faire appel à, ou de satisfaire le désir charnel ou les passions ou l'envie sexuelle de l'une ou l'autre des personnes. »

### New Hampshire
L'âge de consentement est de 16 ans au New Hampshire. Il existe une clause d'exception autorisant la « pénétration sexuelle » avec une personne de plus de 13 ans, mais de moins de 16 dans le cas précis où leur différence d'âge est de moins de trois ans. Cependant, si l'un des partenaires est le substitut des parents (« in loco parentis »), comme un enseignant ou un tuteur, l'âge minimum requis est de 18 ans.

### New Jersey
L'âge de la majorité sexuelle est de 16 ans au New Jersey. Néanmoins, des enfants de plus de 13 ans peuvent avoir des rapports sexuels avec des personnes qui sont leur aînées de quatre ans au plus. Il est légal, par exemple, pour de jeunes adolescent(e)s d'avoir des rapports sexuels avec une personne à condition que cette dernière ne soit pas plus âgée que 18 ans. Cette limite sera de 17 ans
pour des adolescent(e)s de 13 ans, et ainsi de suite.
Art. 2C:14-2 - Attentat à la pudeur...

c. - « Un protagoniste est coupable d'attentat à la pudeur s'il commet un acte de pénétration sur une autre personne dans l'une des circonstances suivantes :

(4) La victime est âgée de treize ans au moins, mais mineure de 16 ans et le protagoniste est de quatre ans au plus l'aîné de la victime. »

### Nouveau-Mexique
L'âge de la majorité sexuelle est de 16 ans au Nouveau-Mexique.
Art. 30-9-11 du code criminel - Pénétration sexuelle criminelle...

F. « Est qualifiée de pénétration sexuelle criminelle au quatrième degré toute pénétration sexuelle criminelle :

(1) non définie aux paragraphes C à E de cet article perpétrée sur un enfant âgé de treize à seize ans lorsque l'exécutant est est âgé de dix-huit ans au moins et qu'il est l'aîné d'au moins quatre ans de l'enfant et qu'il est pas le conjoint de cet enfant ; »

### Oklahoma
L'âge de consentement est de 16 ans en Oklahoma.
§21-1111 - Définition du viol.

A. « Un viol est un rapport vaginal ou une pénétration anale accomplis avec un homme ou une femme qui n'est pas le conjoint de l'auteur [du fait], et qui peut être du même sexe que l'auteur [du fait] ou [du sexe] opposé dans l'une quelconque des circonstances suivantes :

1. La victime étant mineure de seize (16) ans... »
Il existe cependant une clause d'exception inscrite dans la loi :
§21‑1112 - Limite d'âge concernant la condamnation pour viol.

« Nul ne peut être condamné pour viol ou viol à l'aide d'un instrument en raison d'un acte de pénétration sur une personne âgée de plus de quatorze (14) ans, consentante, à moins que l'auteur [du fait] ne fut âgée de plus de dix-huit (18) ans à l'époque d'un tel acte. »

### Oregon
L'âge de consentement est de 18 ans en Oregon. Les délits sexuels sont définis au Chapitre 163 de la Jurisprudence Revue de l'Oregon (ORS, Oregon Revised Statutes). Les délits suivants sont définis exclusivement en fonction de l'âge.
18 - Âge de consentement pour toutes les lois.

Si mineur(e) de 18 ans : Abus sexuel de catégorie 3 (Délit de Classe A)

Si mineur(e) de 16 ans : Viol de catégorie 3 / Sodomie de catégorie 3 (Crime de Classe C) (ORS163.245)

Si mineur(e) de 14 ans : Viol de catégorie 2 / Sodomie de catégorie 2 (Crime de Classe B)

Si mineur(e) de 12 ans : Viol de catégorie 1 / Sodomie de catégorie 1 (Crime de Classe A)
De plus, la jurisprudence de l'Oregon possède un règlement datant de 3 ans au paragraphe 163.345 de l'ORS, mais ne s'applique pas au viol de catégorie 1 ni à la sodomie de catégorie 1, ce qui limite en fait l'âge à 12 ans. Toutefois, les poursuites restent possibles au titre de l'ORS 163.445 traitant de Mauvaise Conduite Sexuelle (Délit de Classe C) à la condition que la victime fût mineure de 15 ans au moment des faits.

### Pennsylvanie
L'âge de la majorité sexuelle est de 16 ans en Pennsylvanie.

Les jeunes adolescents de plus de 13 ans peuvent légalement avoir des rapports sexuels avec des partenaires à la condition que ces derniers soient, au plus, de quatre ans leur aîné.
Toute personne qui est de quatre ans ou de plus de quatre ans l'aînée d'un partenaire consentant mineur de 16 ans ou toute personne majeure de 13 ans qui a des rapports sexuels avec une autre personne de moins de 13 ans, peut être accusée de crime sexuel :
§ 3122.1 - Attentat à la pudeur tel que défini par la loi.

« Excepté ce qui est indiqué au paragraphe 3121 (concernant le viol), une personne commet un crime du second degré lorsque cette personne est mêlée à une pénétration sexuelle sur un(e) plaignant(e) mineure de seize ans et que cette personne est âgée de quatre ans ou plus que le/la plaignant(e) et que le/la plaignant(e) et la personne ne sont pas mariés ensemble. »
§ 3125 - Attentat à la pudeur aggravé :

(7) Le/la plaignant(e) est mineur(e) de 13 ans ; ou

(8) Le/la plaignant(e) est mineure de 16 ans et la personne est son aîné de quatre ans ou plus et les protagonistes ne sont pas mariés l'un avec l'autre.

(b) Attentat à la pudeur aggravé sur enfant. - « Une personne commet un attentat à la pudeur aggravé sur enfant lorsque la personne est en infraction avec les paragraphes (a)(1), (2), (3), (4), (5) ou (6) et que le/la plaignant(e) est mineure de 13 ans. »
§ 3123 - Déviation sexuelle involontaire
(7) « ...Quiconque est mineur de 16 ans et la personne est âgée de quatre ans ou plus' que le/la plaignant(e) et que le/la plaignant(e) et la personne ne sont pas marié(e)s ensemble. »
Il est parfaitement évident qu'aucune loi ne pénalise directement la relation sexuelle consensuelle avec une personne âgée de seize ans ou plus à moins d'une affection mentale (retard mental).
CEPENDANT...
Lorsque la prétendue victime est âgée de 16 ans ou plus et de moins de 18 ans, une accusation de trafic d'influence sur mineurs peut être formulée.
Trafic d'influence sur mineurs.

(a) Définition du délit.

(1) « Quiconque, âgé de 18 ans et au-dessus, corrompt ou tente de corrompre la moralité d'un mineur de 18 ans, ou qui aide, est le complice, attire par la ruse ou encourage un tel mineur dans l'accomplissement d'un crime quelconque, ou sciemment prête assistance ou encourage ce mineur à se parjurer ou à contrevenir à une quelconque injonction d'une cour[de justice], commet un délit du premier degré. »
Cette accusation est typiquement et exclusivement utilisée lors d'accords amiables entre plaidants, mais pas dans les cas conduisant en fait à une condamnation. Dans le cas cité, coercition par l'usage d'une autorité était une plaidoirie destinée à éviter une accusation pour viol. Cela sous entend que le fait d'avoir des rapports sexuels avant le mariage est une corruption de moralité.
Lire aussi
- (en) The Official PA Criminal Code  Le Code Criminel Officiel de Pennsylvanie en ligne.

### Rhode Island
L'âge de la majorité sexuelle est de 16 ans au Rhode Island.
§ 11-37-6 - Attentat à la pudeur du troisième degré.

« Une personne est coupable d'attentat à la pudeur du troisième degré si elle est âgée de plus de dix-huit (18) ans et a un rapport sexuel avec une autre personne de plus de quatorze (14) ans et mineure de l'âge de consentement de seize (16) ans. »

### Tennessee
D'après un cas de viol tel que défini par la loi de l'État du Tennessee, l'âge de la majorité sexuelle est de 18 ans. La sentence de l'État du Tennessee au sujet de l'âge de consentement est ainsi libellée : « Le viol tel que défini par la loi est la pénétration sexuelle d'une victime par le prévenu ou du prévenu par la victime (sic) lorsque la victime est âgée d'au moins treize (13) ans, mais de moins de dix-huit (18) et que le prévenu est au moins de quatre (4) ans plus âgé que la victime ».
Lire aussi
Le texte complet des lois concernant le viol tel que défini par la juridiction de l'État du Tennessee sur . La législation du Tennessee ne donne pas d'indication très nette pour le cas où les deux protagonistes n'ont pas atteint l'âge de la majorité sexuelle.

### Texas
L'âge de la majorité sexuelle est fixé à 17 ans au Texas (Code Pénal du Texas : Section 21.11). Toutefois, « ...C'est un argument de défense  recevable à l'encontre des poursuites engagées aux termes de cet article [de loi] que de faire remarquer que l'auteur [des faits]... n'était pas âgé de plus de trois ans que sa victime et du sexe opposé... [et] qu'il n'a pas fait usage de contrainte, de force ou d'intimidation vis-à-vis de la victime au moment du délit et qu'il n'est pas enregistré en tant que délinquant sexuel. » ((en) Section 21.11(b)). Le texte de loi interdit plus loin toute relation sexuelle entre l'employé(e) d'une école (y compris les enseignants) et un élève inscrit dans une école du primaire ou du secondaire où travaille ledit/ladite employé(e) (sauf si l'étudiant(e) et l'employé(e) sont conjoints). L'âge n'est pas spécifié par la jurisprudence (ainsi, même si l'étudiant a atteint l'âge de la majorité sexuelle, c'est toujours une infraction) et les infractions relèvent d'un crime du second degré.

### Utah
L'âge de la majorité sexuelle est de 18 ans dans l'État de l'Utah. Il est cependant légal d'avoir des rapports sexuels avec des partenaires de moins de dix ans plus âgés.
Art. 76-5-401.2 - Comportement sexuel contraire à la loi avec une personne âgée de 16 ou 17 ans.
(1) « Pour les besoins de cet article [de loi] « mineur » signifie une personne âgée de 16 ans ou plus, mais de moins de 18 ans au moment où est survenu le comportement sexuel décrit dans cet article [de loi].

(2) Une personne a un comportement sexuel contraire à la loi avec un mineur si, à l'occasion de circonstances excluant le viol, en infraction avec l'article 76-5-402 traitant du viol, en infraction avec l'article 76-5-402.2 [sur] la sodomie forcée, en infraction avec l'article 76-5-403 [sur] l'attentat à la pudeur aggravé, en infraction avec l'article 76-5-405 concernant l'auteur [de l'acte] qui n'est pas âgé de plus de dix ans que le mineur au moment du comportement sexuel :

(a) a un rapport sexuel avec le mineur

(b) est mêlé à un quelconque acte sexuel avec le mineur impliquant les organes génitaux de la personne et la bouche ou l'anus de l'autre personne, indépendamment du sexe de l'un ou l'autre des participants.... »
Art. 76-5-401 - Actes illégaux à caractère sexuel - Éléments - Sanctions - Âge d'évidence augmenté par le prévenu.
(1) « Pour les besoins de cet article [de loi] « mineur » signifie une personne âgée de 14 ans ou plus, mais de moins de 16 ans au moment où est survenu le comportement sexuel décrit dans cet article [de loi].

(2) Une personne a un comportement sexuel contraire à la loi avec un mineur si, à l'occasion de circonstances excluant le viol, en infraction avec l'article 76-5-402 traitant du viol, en infraction avec l'article 76-5-402.2 [sur] la sodomie forcée, en infraction avec l'article 76-5-403 [sur] l'attentat à la pudeur aggravé, en infraction avec l'article 76-5-405, l'auteur [de l'acte] :

(a) a un rapport sexuel avec le mineur

(b) est mêlé à un quelconque acte sexuel avec le mineur impliquant les organes génitaux de la personne et la bouche ou l'anus de l'autre personne, indépendamment du sexe de l'un ou l'autre des participants ; ou

(c) est à l'origine d'une pénétration, même discrète, de l'orifice génital ou anal du mineur à l'aide de n'importe quel corps étranger, substance, instrument ou dispositif, y compris une partie du corps humain, dans le but de causer une émotion intense ou une douleur physique à une personne ou dans l'intention d'exciter, ou de satisfaire le désir sexuel d'une personne, indépendamment du sexe des protagonistes.

(3) Une infraction au paragraphe (2) du présent article est un crime du troisième degré sauf si le prévenu établit de façon formelle la circonstance atténuante que représente pour lui une différence d'âge inférieure à quatre ans avec celui du mineur au moment des faits, auquel cas c'est [l'acte sexuel] un délit de classe B. »

### Vermont
L'âge de la majorité sexuelle est de 16 ans au Vermont.
Titre 13 V.S.A. § 3252.
Attentat à la pudeur :
'§3252(c) - « Nul ne peut avoir de relation sexuelle avec un enfant âgé de moins de 16 ans, excepté

1. Lorsque ces personnes sont mariées l'une avec l'autre et l'acte sexuel est consensuel ; ou
2. Lorsque la personne est mineure de 19 ans, l'enfant âgé d'au moins 15 ans, et l'acte sexuel consensuel[98]. »

### Virginie
L'âge de consentement est de 18 ans en Virginie assorti d'une exception lorsque les âges des protagonistes sont proches. Dans ce cas, les adolescents âgés de plus de 15 ans peuvent avoir des relations sexuelles, mais uniquement avec un partenaire de moins de 18 ans. Cependant la législation n'est pas très claire et discutée en détail ci-après.
Toute pénétration sexuelle autre que pénis-vagin est définie en tant que « sodomie » par la loi de l'État de Virginie. L'Article 18.2-361 du Code de Virginie intitulé Crimes contre nature dispose :
« Quiconque a des relations charnelles de quelque manière que ce soit avec une quelconque brute bestiale ou a des relations charnelles dans l'anus ou dans la bouche avec un homme ou une femme, ou qui se soumet volontairement à de telles relations charnelles, il ou elle sera coupable d'un... crime. »
De plus, tout rapport sexuel est défini comme une « fornication » par la loi de l'État de Virginie. L'Article 18.2-344 du Code de Virginie intitulé Crimes contre nature dispose :
« Toute personne, non mariée,qui aura volontairement un rapport sexuel avec une autre personne, sera coupable de fornication, sanctionnée en tant que délit de Classe 4. »
Les différentes Cours [de justice] de l'État de Virginie ont statué en disant que ces jurisprudences n'étaient pas contraires à la décision de la Cour suprême rendue dans l'affaire « Lawrence contre le Texas » du fait qu'elles s'appliquent à des adultes et que l'âge de la majorité sexuelle est de 18 ans en Virginie. Cela signifie que les personnes de 18 ans et plus peuvent avoir des relations sexuelles consensuelles en privé, mais les autres pas.
Le § 18.2-63 du code se rapporte aux mineurs de 15 ans alors que le § 18.2-371 traite des personnes âgées de 15 à 18 ans.
Le paragraphe 18.2-63 () dispose en particulier :
« Si une personne a des relations charnelles sans faire usage de sa force, avec un enfant de treize ans ou plus, mais de moins de 15 ans, cette personne sera coupable de...crime...Pour les besoins de ce paragraphe, (i) un enfant de moins de treize ans ne sera pas considéré comme un enfant consentant et, (ii) « relation charnelle » inclut les actes de rapport sexuel, cunnilingus, fellation, anulingus, sodomie et la pénétration sexuelle d'objets animés ou pas [(ex. godemiché)]. »
Le cas d'une activité sexuelle consentie de part et d'autre dans laquelle un des partenaires est âgé de 15,16 ou 17 ans et l'autre de plus de 18 est un délit de classe 1.
§ 18.2-371 actes de causalité ou d'encouragement rendant un enfant délinquant, abusé, etc. ; sanctions ; enfant abandonné.

« Toute personne de 18 ans ou plus, y compris les parents d'un enfant, qui, (i) volontairement, contribue à, encourage ou est à l'origine de tout acte, négligence ou condition, lesquels rendent un enfant délinquant, dépendant d'une aide, nécessiteux d'une surveillance ou abusé ou abandonné ainsi que défini au § 16.1-228, ou (ii) mêlée à des rapports sexuels mutuellement acceptés avec un enfant de 15 ans ou plus qui n'est pas son conjoint, enfant ou petit(e)-enfant, sera coupable de délit de classe 1. »

### Virginie-Occidentale
L'âge de la majorité sexuelle est de 16 ans en Virginie-Occidentale.
§ 61-8B-5 - Attentat à la pudeur au troisième degré.

(a) « Une personne est coupable d'attentat à la pudeur au troisième degré lorsque :

(2) La personne, âgée de seize ans ou plus, a un rapport sexuel ou une pénétration à caractère sexuel avec une autre personne qui est mineure de 16 ans et qui est au moins de quatre ans plus jeune que l'auteur [de l'acte] et qu'elle n'est pas mariée à l'auteur [de l'acte]. »

### État de Washington
L'âge de consentement est de 16 ans dans l'État de Washington.
Il est contraire à la loi de pratiquer des actes sexuels avec un/une mineur(e) de 18 ans dans trois circonstances énumérées sur RCW 9A.44.096 (en anglais) : parents avec leur enfant adoptif, enseignants et employés de l'administration scolaire avec leurs élèves. Ces trois circonstances impliquent toutes les situations suivantes survenant deux par deux : la personne la plus âgée est plus vieille de 60 mois ou plus que celle de 16 ou 17 ans, la personne entretient des relations importantes ainsi que définies sur defined (en anglais), et cette personne plus âgée abuse de la situation pour pratiquer des actes sexuels.
Il existe également trois clauses d'exception lorsque les protagonistes sont d'un âge proche.
- RCW 9A.44.079 - « Une personne est coupable de viol sur enfant au troisième degré lorsque la personne a un rapport sexuel avec une autre [personne] âgée d'au moins quatorze ans et de moins de seize et [qui] n'est pas mariée avec l'auteur [de l'acte] et [que] l'auteur [de l'acte] est d'au moins quarante-huit mois plus âgé que la victime. Le viol d'un enfant au troisième degré est un crime de Classe C[45]. »
- RCW 9A.44.076 - « Une personne est coupable de viol sur enfant au second degré degré lorsque la personne a un rapport sexuel avec une autre [personne] âgée d'au moins douze ans et de moins de quatorze et [qui] n'est pas mariée avec l'auteur [de l'acte] et [que] l'auteur [de l'acte] est d'au moins trente-six mois plus âgé que la victime. Le Viol d'un enfant au second degré est un crime de Classe A[46]. »
- RCW 9 A.44.073 - « Une personne est coupable de viol sur enfant au premier degré lorsque la personne a un rapport sexuel avec une autre [personne] âgée de moins douze ans et [qui] n'est pas mariée avec l'auteur [de l'acte] et [que] l'auteur [de l'acte] est d'au moins vingt-quatre mois plus âgé que la victime. Le Viol d'un enfant au premier degré est un crime de Classe A[47]. »

Certains ont soutenu que les immoral communication with a minor statute lois concernant les relations immorales avec un mineur existent et fixent l'âge de la majorité sexuelle à 18 ans en raison de l'incapacité de « communiquer » avec des jeunes de 16-17 ans pour tout ce qui touche à la sexualité. Ces propos étaient alarmants par nature, cependant ils sont totalement anecdotiques et peut-être même une légende. La 1re division de la Cour d'Appel de Washington, dans l'affaire « de l'État contre Danforth» (State v. Danforth, 56 Wn. App. 133, 782 P.2d 1091 (1989), a décidé qu'une telle relation devait exister dans le but de commettre un acte illégal au titre de l'article 68A, Chapitre 9 du Revised Code of Washington (RCW). La condamnation de Danforth était rendue caduque par cette décision. Néanmoins, la Cour Suprême de Washington, statuant sur le procès de « l'État contre McNallie » a cassé la portée de la loi « Danforth » (Bien que le résultat ne soit pas encore connu ; Danforth pourrait bien voir sa condamnation réactualisée à la lumière de l'affaire « McNallie ») en incorporant toutes les inconduites avec un mineur dans la loi sur la communication et pas seulement celles décrites à l'article 68A Chapitre 9 du RCW qui s'appliquerait plutôt à la pornographie enfantine et à la prostitution. Au regard de ces cas, il est évident que la communication avec les 16-17 ans, exclusivement pour ce qui touche à la sexualité, est légale dans la mesure où la conduite dont nous avons discuté n'est pas illégale ou aurait été légale dans la vie réelle (tel que dans la relation enseignant/élève, parents adoptifs/enfants adoptifs, la relation dans le but évident d'abus sur mineur ou demande de photos illégales ou tentatives d'entraîner de jeunes personnes dans la prostitution).

### Wisconsin
L'âge de consentement est de 18 ans dans l'État du Wisconsin.
Art. 948.02 - Attentat à la pudeur sur un enfant...
1. 2) ATTENTAT A LA PUDEUR AU SECOND DEGRÉ. « Quiconque a des contacts sexuels à ou a un rapport sexuel avec une personne qui n'a pas encore atteint l'âge de 16 ans est coupable d'un crime de Classe C[105]... »

Art. 948.09 - Rapports sexuels avec un enfant de 16 ans ou plus.

« Quiconque a des rapports sexuels avec un enfant qui n'est pas le conjoint de l'auteur [de l'acte] et [qui] a atteint l'âge de 16 ans est coupable d'un délit de Classe A. »

### Wyoming
L'âge de la majorité sexuelle est de 18 ans au Wyoming.
Art. 6-2-304 - Attentat à la pudeur au troisième degré.

(a) «  Une personne commet un attentat à la pudeur au troisième degré si, lorsque les circonstances ne constituent pas un attentat à la pudeur du premier ou du second degré : (i) L'auteur est d'au moins quatre (4) plus jeune que la victime et inflige une pénétration sur une victime mineure de 16 ans... »
Certains ont pensé que l'âge de la majorité sexuelle était de 16 ans au Wyoming comme établi par l'article de loi 6-2-304 ci-dessus. Les procès de « l'État contre Pierson(State v. Pierson) » et de « l'État contre Moore (State v. Moore) » ont démontré que les actes sexuels sur des mineurs âgés de 16 ou 17 ans pouvaient être condamnés au titre de l'article 14-3-105 de la loi :
Art. 14-3-105 - Actes immoraux ou indécents ; sanctions pénales.

(a) « Excepté dans les circonstances constituant un attentat à la pudeur de premier, second ou troisième degré ainsi que défini par les articles 6-2-302 à 6-2-304, toute personne qui a sciemment un comportement impudique, immoral ou indécent avec quelque enfant que ce soit ou sciemment est à l'origine ou encourage sciemment quelque enfant que ce soit à être à l'origine ou à encourager un autre enfant à commettre avec lui un acte immoral ou indécent est coupable d'un crime...(c) Ainsi que compris dans cet article, « enfant » signifie une personne mineure de 18 ans. »